# Autosan

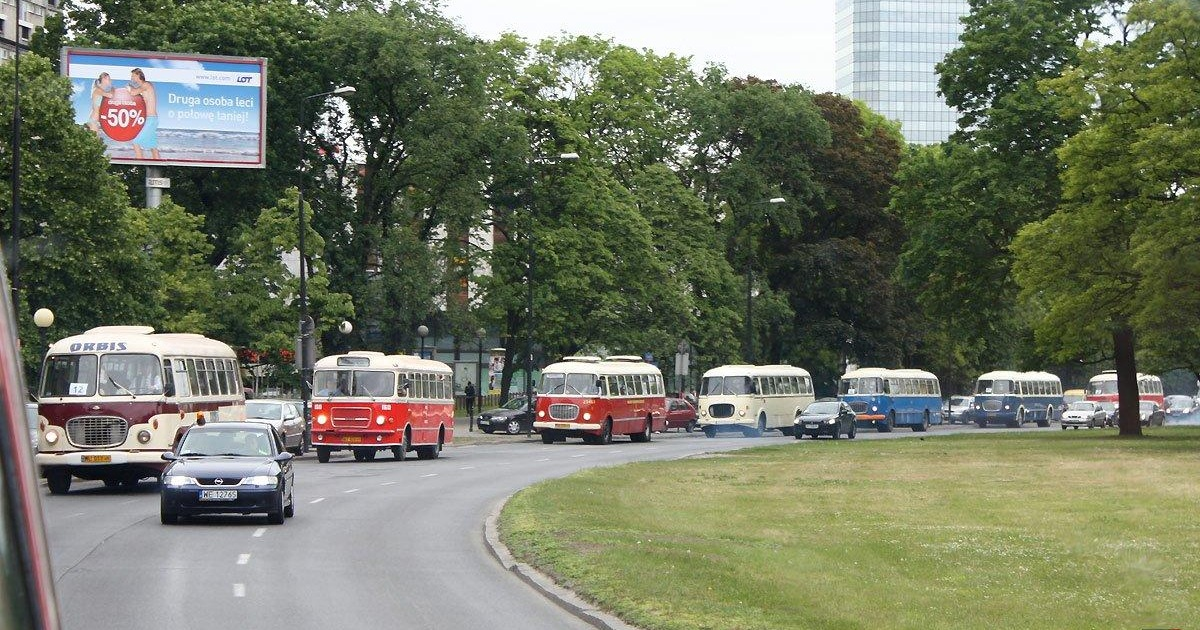
Autobus Autosan

Autosan était une marque d'autobus de tourisme, interurbains et urbains, fabriqués par la compagnie polonaise Autosan S.A., dont les ateliers se trouvaient près de Sanok.

## Histoire de la société
L'histoire de l'entreprise remonte à la première moitié du XIXe siècle. Deux anciens insurgés contre l'occupation russe, Matthew Beksinski (1814-1886) et Valentin Lipinski (1813-1898) créent, en 1832, une entreprise artisanale de fabrication de chaudières, d'outils en cuivre et d'articles divers d'usage quotidien. 
Les productions de l'entreprise ont changé au fil du temps selon l'évolution de la situation économique polonaise. L'entreprise produira plus tard des équipements pour les industries minières, les distilleries et les brasseurs de bière. 
En 1894, les deux associés s'orientent vers les transports et deviennent rapidement le plus important fabricant polonais de wagons ferroviaires voyageurs et marchandises, de tramways et autres véhicules de grande capacité, tout en continuant à produire des chaudières et autres produits connexes. Plus tard, ils compléteront leur offre avec de produits avec les citernes, grues, dragues et rouleaux pour les routes, des canots de sauvetage en acier. Ils réaliseront aussi la construction de ponts en acier.
En 1926, Autosan obtient une licence du constructeur italien Lancia et lance son premier lot d'autobus montés sur châssis Lancia Pentajota importés d'Italie. Cette série sera fabriquée pendant deux ans.
En 1929, la Pologne connaît une période de grande dépression ce qui a provoqué une énorme baisse de la production. Les grèves se multipliaient. Avant ces évènements, l'entreprise employait 1 700 personnes mais l'effectif est vite tombé en 1930 à 1 218 jusqu'à 33 salariés en 1934. Dans les années 1930-1934 la production a souvent été arrêtée. 
Après avoir survécu à cette terrible crise, en 1934, l'entreprise a obtenu un contrat pour la production de voitures pour la société PKP dont le siège était à Varsovie. L'entreprise a aussi débuté la production de chars par l'armée mais la mise en œuvre de cette fabrication a été interrompue par la Seconde Guerre mondiale pendant laquelle toutes les activités ont été interrompues. 
Le 12 août 1944, trois jours après que l'Armée rouge ait chassé l'armée nazie et envahit à son tour la Pologne, un groupe de militants syndicaux créé un comité des travailleurs de la métallurgie, ont nommé un directeur et le ministre de l'Industrie a renommé l'entreprise "Zjednoczone Fabryki Maszyn, Kotłów i Wagonów L. Zieleniewski i Fitzner-Gamper SA" «Usine de machines, chaudières et wagon L. Zieleniewski et Fitzner-Gamper SA» sous l'administration provisoire de l'État. En décembre 1944, la société employait 250 personnes et redémarrait la production d'outils agricoles simples : pelles, charrues, herses, clous et d'autres produits métalliques. 
Le 5 juin 1945, la société est intégrée dans l'"Union industrielle du matériel roulant ferroviaire" Tasko à Poznań. La reprise de la production de wagons de chemin de fer, de semi-remorques et de tramways se fit rapidement. 
En 1946, la société est nationalisée. Trois ans plus tard, en 1949, elle est renommée "Sanocka Fabryka Wagonów" - Usine de wagons Sanowag. 
En 1948, l'entreprise veut reprendre ses activités automobiles. Elle commence par la fabrication de camions de pompiers sur des châssis du constructeur italien Fiat et de l'Anglais Bedford. À la demande du Conseil Central de l'industrie automobile, elle acquiert la licence pour l'assemblage d'autobus interurbains Fiat 666RN ; 71 exemplaires seront assemblés durant l'année 1950. Le développement de cette activité avec le groupe Fiat, qui avait déjà assuré le développement de l'industrie automobile polonaise avec Fiat Polski dès 1920, a été freiné puis empêché par l'Union Soviétique à la suite de l'installation de la guerre froide avec l'Occident. 
La société fut alors chargée de concevoir un autobus avec les connaissances acquises sur le modèle Fiat. Le premier prototype de bus interurbain fut présenté en 1951 et reposait sur un châssis de camion allongé A50 Étoile 20. Il a été appelé « Star N50 ». Il a très vite été modifié pour devenir le « Star N51 ». La production n'a débuté qu'en 1952 sous l'appellation « Star N52 ». 20 exemplaires seront fabriqués cette année-là. Sa fabrication se poursuivra jusqu'en 1959 ; au total 2 507 autobus interurbains « Star » seront produits. 
Un certain nombre de ces autobus ont été exportés vers des pays "amis" comme : l'Angola, l'Égypte (sous la marque Micar), la Libye, la Bulgarie, la Grèce, le Vietnam, le Laos ou Chypre.

## Sanok Bus Factory - "Autosan" (1958-1991)

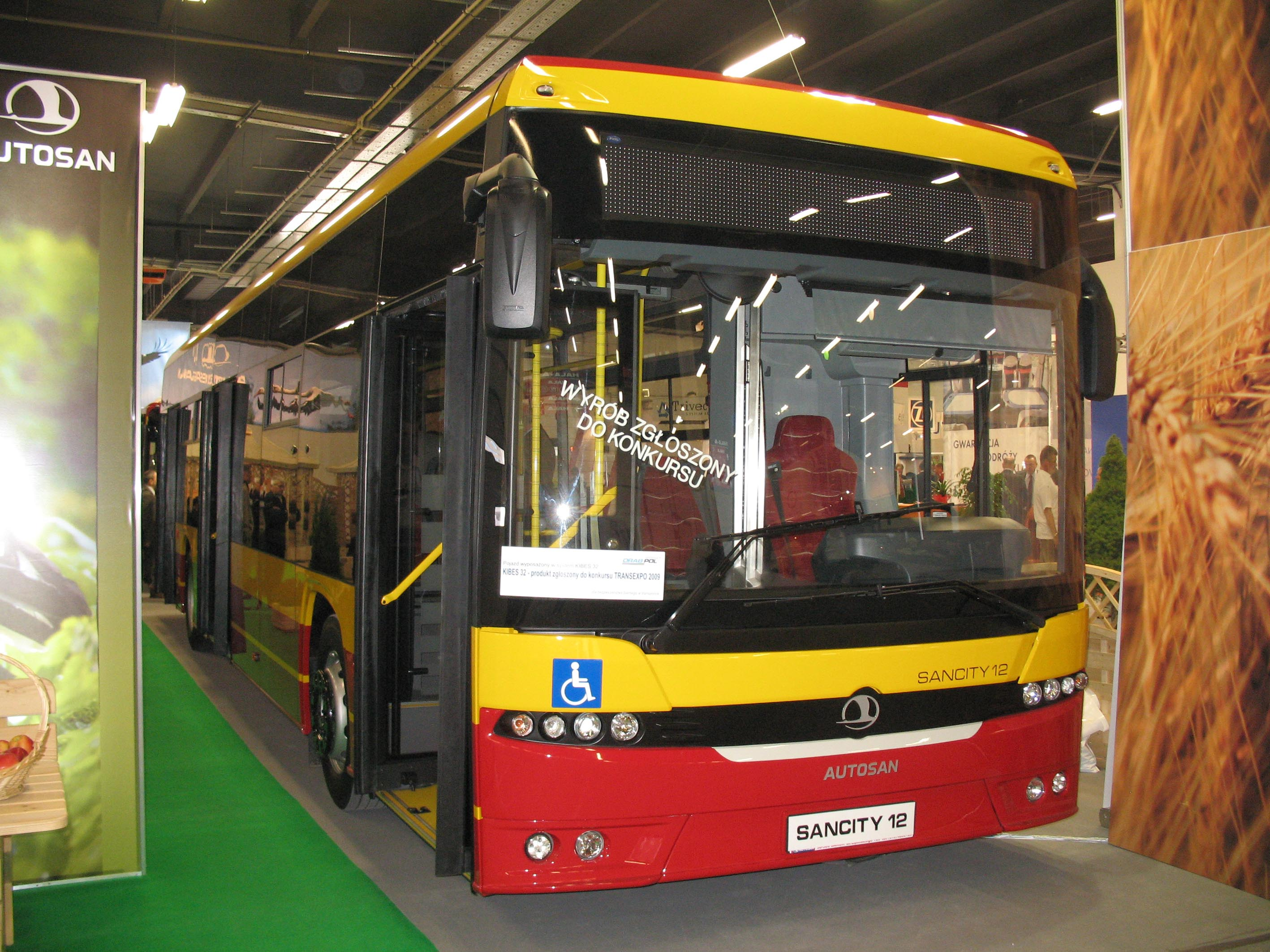
Autosan Sancity M12LE

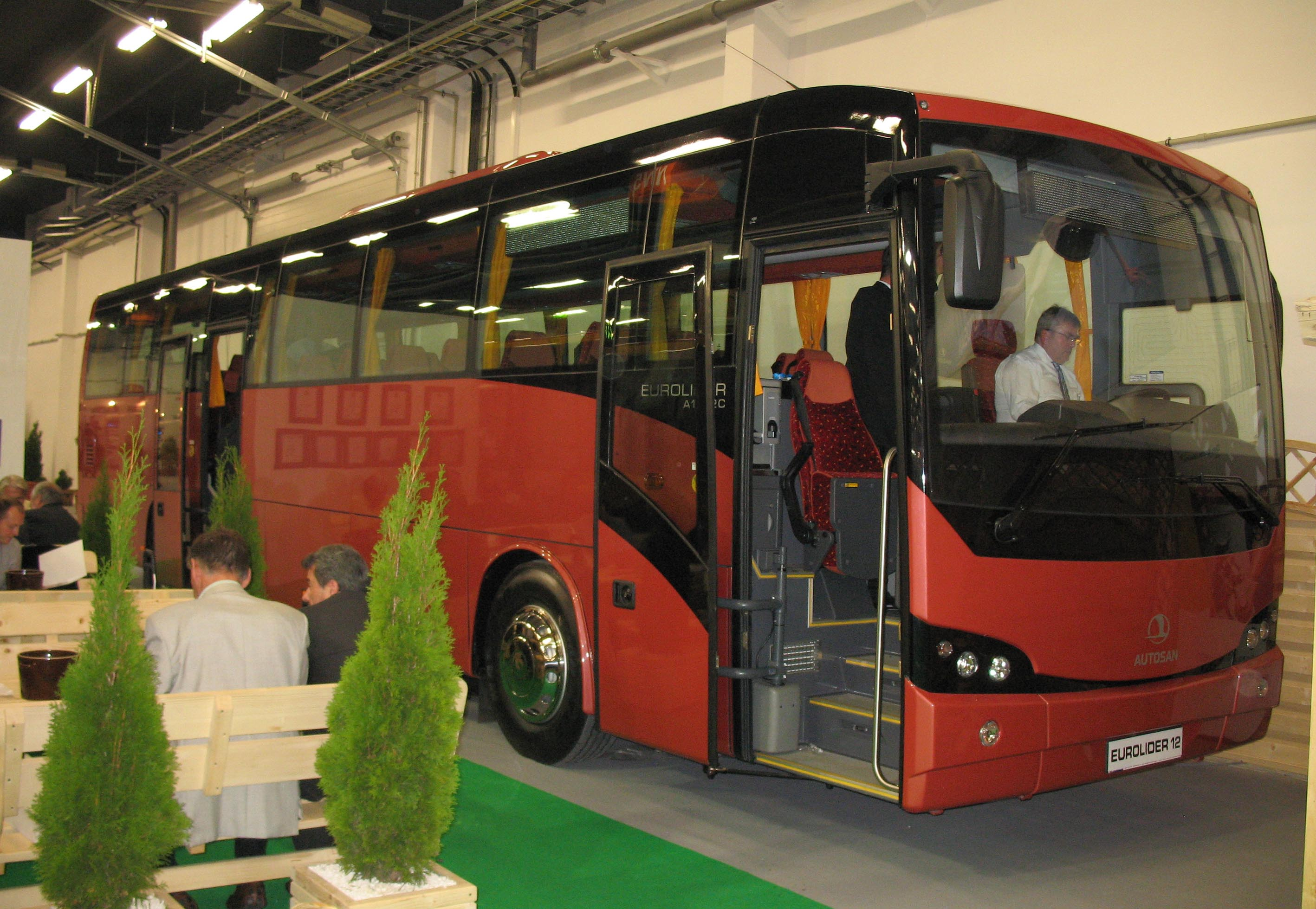
Autosan Eurolider A1212C

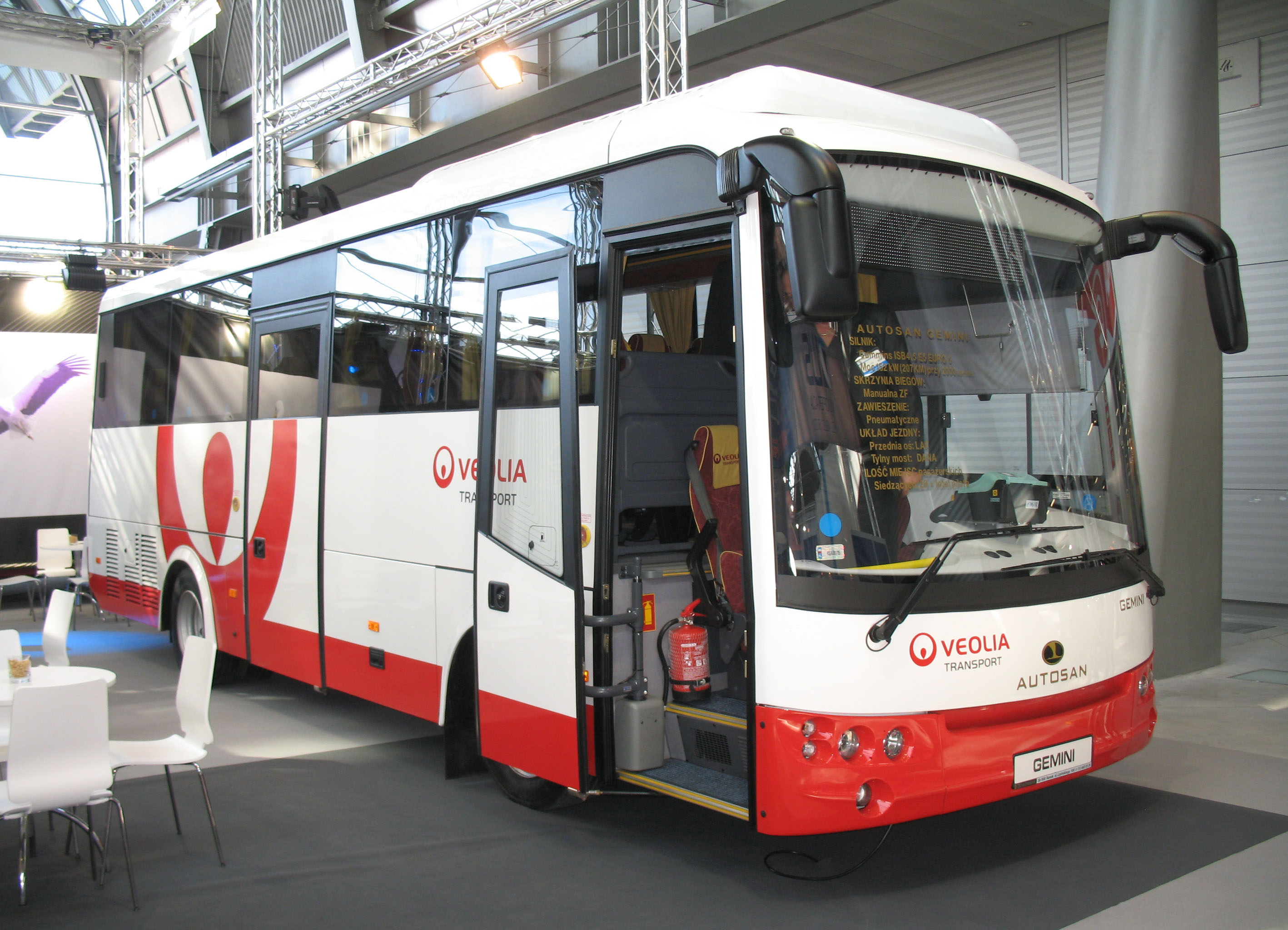
Autosan Gemini

À partir du 1er janvier 1958, la société est renommée officiellement Sanok Bus Factory "Autosan". Après l'arrêt de la fabrication du modèle d'autobus "Star N52", la gamme "San H01" est lancée qui dispose d'une structure de carrosserie autoporteuse. Les anciennes motorisations essence sont remplacées par des moteurs diesel à partir de 1962.
Durant les années 1961 à 1967, Autosan connaîtra une forte prospérité. Elle a assemblé les versions d'exportation de la camionnette Nysa N58 / N61M / N61S ; 2 900 exemplaires ont été produits.
En juillet 1976, Autosan fête la sortie de son usine du 50 000e véhicule (autobus) et en 1978, le 60 000e. À la fin des années 1970, Autosan employait 7 000 salariés.
En 1981, le premier prototype d'une nouvelle génération d'autobus, l'Autosan H10, est présenté. Sa fabrication ne débutera qu'en 1984. L'accumulation de difficultés dans la mise en œuvre de sa production et la hausse des prix a fait que les deux modèles H9 et H10 ont été produits en parallèle.
Le 28 mai 1982, la société a fêté le 150e anniversaire de l'usine. 
La société est composée de trois divisions principales : 
- le département Bus et camionnettes à Sanok,
- le département Construction de remorques et semi-remorques à Zaslaw,
- le département remorques routières et agricoles à Barwice. Cette entité était le plus grand fabricant de remorques en Pologne et a produit des remorques et semi-remorques sous licence du constructeur italien U. Piacenza Rimorchi.

"Autosan" s'est spécialisé dans la production d'autobus bon marché. À son apogée, la production de la fin des années 1970 a dépassé 4 000 unités annuelles : 4 220 unités en 1978 avec un record en janvier de 375 unités. En 1986, Autosan présente le premier projet de bus hybride H10-30 créé en Pologne dont le projet a été mené conjointement avec l'Université de technologie de Cracovie. En 1990, la société n'employait plus que 4 912 salariés. 

## Autosan SA (1991 - 2013)

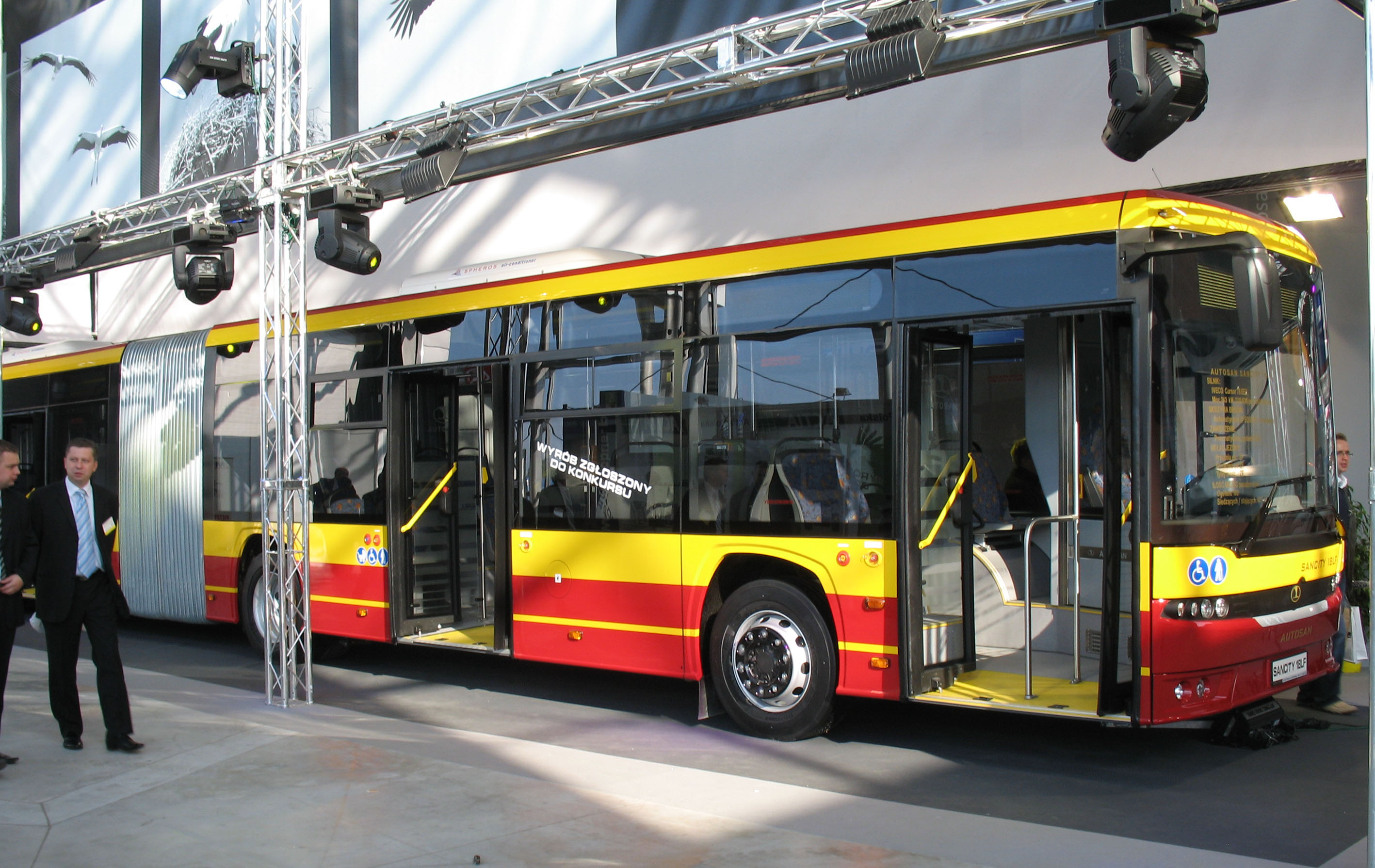
Autobus Autosan Sancity 18LF présenté au Transexpo 2010

En janvier 1991, la société est transformée en société anonyme « Autosan SA ». L'effectif était tombé à 2 811 salariés. Le 2 avril 1994 un accord est conclu pour convertir la dette en capitaux propres et le 2 décembre 1994, 51 % des actions de la société était détenues par le « Groupe Zasada » appartenant à Sobiesława Zasadę. À partir de 1996, la société s'est également orientée vers la fabrication de bus scolaires. Après la faillite de la division autobus du constructeur polonais Jelcz en 2008, Autosan est devenu le constructeur polonais leader des autobus interurbains et scolaires. Elle commercialise sa gamme d'autobus sous les marques Autosan et Jelcz.

En février 1997, la société créée une filiale « Autosan-Bussan » pour la production de petits autobus. La société est liquidée en 2002 et ses actifs inclus dans « Autosan SA ».
Dans les années 1980, la marque « Autosan » est connue et réputée en Europe de l'Est. Après les changements économiques intervenus dans les années 1990, qui ont abouti à la mise en place de droits de douane élevés, la société a cherché à installer des unités de montage de ses autobus en Russie. Ce fut d'abord le cas à Orenbourg, en collaboration avec la société ZAP à Kaliningrad puis, en Biélorussie. Ces efforts n'ont conduit qu'à la création d'ateliers de réparation. Une seule usine d'assemblage a été créée à Brest, en Biélorussie qui ont assemblé en 2003, trois exemplaires de l'Autosan H7-10 Trapper. En 1993, Autosan fête son 100.000ème autobus produit.
Au Salon de l'automobile du 21 au 23 mars 1995 à Bruxelles, Autosan a remporté le Prix du Bus de l'année 1995 avec le Sanzas 2000.
Entre 1997 et 2001, la société « Granus » à Zvolen (ex « Liaz ») en Slovaquie a produit des autobus « Autosan ». En fin d'année 1999, « Autosan » a racheté plus de 30 % du capital de cette société et a changé son nom en « Granussan ». 
Depuis 2003, « Autosan » a recommencé à exporter ses autobus notamment au Royaume-Uni, en Suède, Roumanie, Slovaquie et Hongrie. Les exportations s'élèvent à : 2003 = 8 unités, 2004 = 24 unités, 2005 = 34 unités, 2006 = 78 unités, 2007 = 71 unités, 2008 = 65 unités, 2010 = 17 unités. La production a atteint un minimum en 2005 avec 259 autobus pour remonter à environ 300 unités par an les années suivantes. Mais la production a chuté à 193 unités en 2009 et à 112 unités en 2010.
Dans les autobus Autosan on trouve des mécaniques assez diverses selon la demande du client : Cummins, Iveco ou Mercedes-Benz.
En 2008, deux nouvelles familles de mini-bus ont été lancées : l'une nationale nommée Wetlina et l'autre basée sur le Mercedes Sprinter. La société lance également la même année ses premiers bus urbains, l'Autosan Wetlina Ville et le A0808MN Sancity. En mai 2010, le premier modèle à plancher bas est présenté, le Sancity 12LF. Le 6 octobre 2010 au Salon TransExpo à Kielce, Autosan présente son premier bus urbain articulé, le Sancity 18LF.
Avec la baisse continue de sa production d'autobus et sa privatisation, la société décide de diversifier son offre en produisant des matériels pour l'armée montés sur le châssis du Hummer HMMWV.
En 2001, la société renoue avec ses anciennes productions dans le domaine ferroviaire en recommençant à fabriquer des wagons et des tramways en coopération avec les entreprises nationales polonaises de Bydgoszcz, de Nowy Sacz et de Poznań. Une collaboration s'opère avec l'autre constructeur polonais d'autobus, Solaris de Bolechów et avec le canadien Bombardier Transport.
En 2000, les effectifs sont tombés à 1 828 salariés et à 650 en 2012. En 2008, Autosan lance la production d'une nouvelle famille d'autobus interurbains et locaux, l'Eurolider, suivi en 2009 par la gamme d'autobus urbains Sancity et en 2010, le Sancity 18LF, le premier autobus articulé de l'histoire du constructeur. 

Depuis sa création et jusqu'en mars 2013, date de sa faillite, l'usine Autosan a produit un total de 109 407 autobus. Les dernières années, sa production était devenue symbolique : 147 unités en 2009, 96 en 2010, 137 en 2011, 95 en 2012, et 57 en 2013, jusqu'à l'arrêt de la fabrication après la déclaration de faillite.

## La renaissance
Bien que le Tribunal de première instance ait été saisi d'une requête en faillite déposée par la direction de la société, en octobre 2013, le Tribunal désigne un syndic ce qui permet la poursuite des activités commerciales.
Le 30 mars 2016, l'usine AUTOSAN est reprise par un consortium constitué notamment des sociétés PIT-RADWAR et Huta Stalowa Wola, appartenant à Polska Grupa Zbrojeniowa. La société reprend toutes ses activités sous le nom AUTOSAN sp et présente un nouveau modèle, le Sancity 12LF GNC au gaz naturel.
En 2018, la société présente son premier autobus électrique, le Sancity 12LF E.

## Modèles
- Autobus de tourisme
  - A0808T "Gemini"
  - Tramp LF
  - A1112T "Ramzes"

- Autobus interurbains
  - Eurolider 12
  - Eurolider 13
  - Eurolider 15
  - Eurolider 9
  - A0909L "Tramp 2" (Autosan Scamp)
  - A1010T "Lider 3"
  - A1012T "Lider"
  - A8V "Wetlina" (Autosan Osprey)
  - H7-10MB "Solina"
  - A0909S Smyk

- Autobus urbains
  - A0808MN
  - M09LE Sancity
  - Sancity 9LE
  - Sancity 10LE
  - Sancity 12LE
  - Sancity 12LF
  - Sancity 12LF E
  - Sancity 18LF

- Minibus urbain
  - Wetlina City